# Жулина, Валентина Александровна
Валенти́на Алекса́ндровна Жу́лина (в девичестве — Ермако́ва, 15 июня 1953, пгт. Мумра, Икрянинский район, Астраханская область, РСФСР, СССР) — советская гребчиха, серебряный призёр Олимпийских игр. Заслуженный мастер спорта СССР (1978).

## Карьера
На Олимпиаде в Москве в составе восьмёрки выиграла серебряную медаль.
Чемпионка СССР, двукратная победительница чемпионата мира.
Позже стала работать детским тренером.

## Личная жизнь
Имеет двух дочерей, родившихся в 1981 и 1982 годах.